# Holochilus sciureus
Espèce
Statut de conservation UICN

 LC  : Préoccupation mineure
Holochilus sciureus, de nom commun rat des marais, est une espèce américaine de rongeurs de la famille des Cricetidae.

## Description
Avec une longueur tête-corps de 123 à 193 mm et une longueur de queue de 115 à 178 mm, l'espèce est l'un des plus petits représentants du genre. Elle a des pattes postérieures de 35 à 46 mm de long. Deux spécimens pesaient respectivement 80 et 168 g. Le pelage long et doux du dessus est composé de poils fauve, brun orangé et noir, créant un aspect marbré. Les poils noirs manquent sur les côtés du corps pour que la teinte orangée ressorte plus nettement. Sur le dessous, le pelage est orange clair à blanc. Chez les juvéniles, la face supérieure est plus foncée et le dessous est uniformément blanc. Il n'y a que quelques poils sur la queue. Le rat des marais d'Amazonie a des vibrisses relativement courtes, atteignant juste le bout des oreilles lorsqu'il est replié. Comme pour les autres Holochilus, les orteils des pattes postérieures sont palmés et un crâne robuste se forme. Les femelles ont huit ou dix tétines.
L'ensemble de chromosomes diploïdes de l'espèce est composé de 55 ou 56 chromosomes.

## Répartition
Le rat des marais amazonien se trouve dans une grande partie du nord de l'Amérique du Sud à l'est des Andes. Il habite des zones ouvertes telles que les prairies, la savane, les marais, les clairières de la forêt tropicale et les terres agricoles, à des altitudes allant jusqu'à 2 000 mètres. Bien que le statut taxonomique exact de certaines populations ne soit pas clair, deux sous-espèces sont actuellement reconnues :
- Holochilus sciureus sciureus : centre du Brésil, sud de la Colombie, est du Pérou et de l'Équateur, nord de la Bolivie.
- Holochilus sciureus berbicensis : Venezuela, Guyanes[4], nord du Brésil, est de la Colombie.

## Comportement
Ce rongeur est nocturne. La capacité de natation et d'escalade est très bien développée. Il occupe un domaine vital de 0,3 hectare.
Le régime alimentaire comprend diverses parties de plantes, principalement la tige des herbes puis les feuilles et les graines et, dans les zones agricoles, des légumes. 
La reproduction peut avoir lieu à tout moment de l'année, bien que la fertilité des deux sexes augmente pendant les périodes de fortes précipitations. La parade nuptiale dure environ 4 jours avant l'accouplement.
Le rat des marais amazonien construit un nid de feuilles et d'herbe au sol dans une végétation dense ou des fissures dans la terre, mais sont plus souvent situés à 50 à 150 cm au-dessus du sol, attaché à des tiges robustes telles que celles de la canne à sucre ou des plants de riz. La doublure intérieure du nid est constituée de feuilles finement déchiquetées, avec une coque extérieure plus intacte.
La gestation dure 29 jours. La femelle donne naissance la nuit ou à l'aube à une portée de huit ratons aveugles et sans poils, chacun mesurant environ 5 cm et pesant 7 grammes. La fourrure commence à apparaître au bout de cinq jours et les premières dents sortent au bout de dix jours. Les jeunes sont sevrés quinze jours, date à laquelle leurs yeux se sont ouverts. Les rats atteignent la maturité sexuelle à trois ou quatre mois, les femelles mûrissant plus lentement que les mâles.
Les prédateurs comprennent les caïmans, les serpents à sonnette, la chouette effraie, les faucons et probablement le renard des savanes.

## Parasites
Holochilus sciureus peut être infecté par Schistosoma haematobium et Schistosoma mansoni et Laguna Negra orthohantavirus.